# N,N-Di-isopropiletilamina
N,N-Di-isopropiletilamina, ou base de Hünig, DIPEA ou DIEA, é um composto orgânico e uma amina. É usada em química orgânica como uma base. Devido ao átomo de nitrogênio ser protegido pelos dois grupos isopropil e um grupo etilo somente um próton é pequena o suficiente para caber facilmente. Como a 2,2,6,6-tetrametilpiperidina, este composto é uma boa base mas um nucleófilo fraco, o que o faz ser um reagente orgânico útil. A base de Hünig é nomeada em homenagem ao químico alemão Siegfried Hünig. Apresenta-se como um líquido incolor.
Base de Hünig é comercialmente disponível. É tradicionalmente preparado pela alquilação de di-isopropilamina com sulfato de dietila. Se necessário, o composto pode ser purificado por destilação com hidróxido de potássio.

## Reações

### Base não nucleofílica
A base de Hünig tem sido investigada por seu uso como um reagente seletivo na alquilação de aminas secundárias a aminas terciárias por haletos de aquila. Esta  reação orgânica é frequentemente dificultada por uma reação de quaternização ao sal quaternário de amônio mas esta reação lateral está ausente quando a base de Hünig está presente.]

### Síntese de escorpionina
A base de Hünig forma um composto complexo heterocíclico chamado escorpionina  por uma reação com  dicloreto de dienxofre catalizado por DABCO em uma síntese em uma única etapa (one pot).